# 아리아케 아레나

도쿄 올림픽 배구 남자 이란 대 베네수엘라.

아리아케 아레나(일본어: 有明アリーナ)는 일본 도쿄도 고토구 아리아케 1초메에 있는 실내 경기장이다. 2017년 4월 21일 착공하여 2019년 12월 9일 준공하였으며 2020년 하계 올림픽에서 배구 경기와 패럴림픽의 휠체어 농구 결승전이 열렸다.

## 규모
메인 아레나
- 면적：약 4,100 m 2 (장변 76 m × 단변 54 m)
- 높이: 약 23m
- 수용 인원: 약 15,000명
  - 2층 고정석 2,734석, 휠체어석(수행자석)/부가 어메니티석 229석, 가동 관객석 2,928석(전 12단 전개시)
  - 3층 고정석 4,408석, 휠체어석(수행자석)/부가 어메니티석 32석
  - 4층・5층 고정석 4,090석, 휠체어석(수행자석)/부가 어메니티석 8석
- 각종 스포츠 대회 외, 콘서트 등 대규모 군중 밀집 행사나 대규모 식전 등에 사용 가능

서브 아레나
- 면적：약 1,400 m 2 (장변 40.5 m × 단변 34.5 m)
- 높이: 약 12.5m
- 각종 스포츠 대회(메인 아레나의 대기실이나 보조 회장으로서의 이용도 가능), 소규모 식전 등에 사용 가능

## 건설 사진
- 2018년8월
(착공 17개월）
- 2019년2월
(완료 10개월전）
- 2019년4월
(완료 8개월전）
- 2019년6월
(완료 6개월전）
- 2019년10월
(완료 2개월전）

- 2019년12월